# 国際連合安全保障理事会決議9
国連安全保障理事会決議9（こくさいれんごうあんぜんほしょうりじかいけつぎ9、英: United Nations Security Council Resolution 9, UNSCR9）は、1946年8月15日に国際連合安全保障理事会で採択された決議。同決議は、国際司法裁判所（ICJ）に加盟していない国が、裁判所の判決に従うことを約束する限り、自発的にICJに提訴することができると定めたものである。

国際司法裁判所が設置されているオランダ・ハーグの「平和宮」

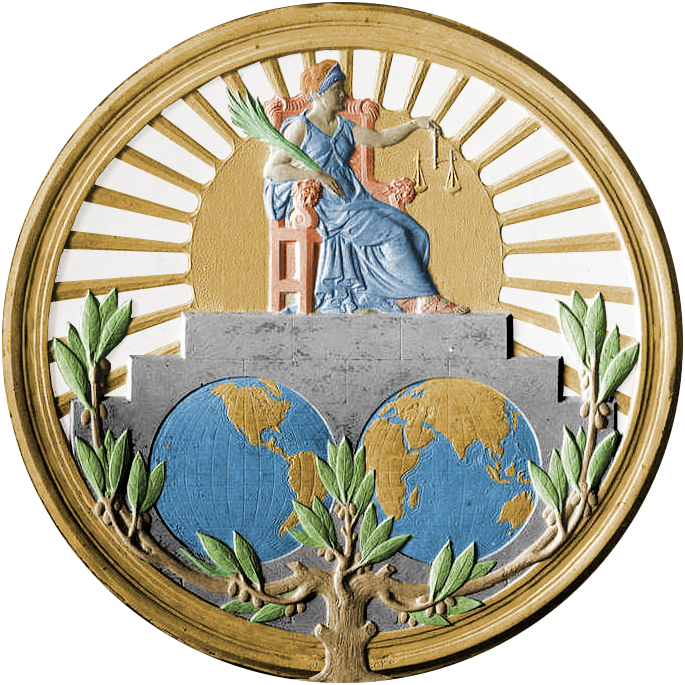
国際司法裁判所紋章

第35条第2パラグラフに基づく協議を行う諸国及び規定の条項に従った詳細な決定事項は以下の通り。
1. 国際司法裁判所は以下の条件において同裁判所規程未署名国に対しても開かれるべきであるので、国家は予め裁判所事務局（the Registrar of the Court）に対し、同裁判所の裁判権を了承し、国際連合憲章に従い、同裁判所規程及び規則に従い、裁判所の決定に誠意を持って従う旨の宣言を提出し、憲章第94条における国際連合加盟国のあらゆる義務を了承することを保証する。
2. その宣言は既に発生している特定の紛争に関してのみ裁判所の管轄権を受け入れるような特別なものでもあり、過去及び将来における係争に関するあらゆる審級の裁判権を了承するようなより一般なものでもある。一般的な宣言を行う場合、国家は同裁判諸規定第36条第2パラグラフに従い、事実上特別な合意なしに同法裁判所の裁判権を強制力のあるものと認めさせることができる。しかしながらその了承は、明確な合意なしには、同裁判所規程第36条第2パラグラフに従い宣言を行った同裁判所規程署名国それぞれに依存しない。
3. この決議の条項に基づいて行われた宣言の原本は、裁判所の慣例に従って、裁判所登録官の保管下に置かれる。その認証された真正な写し（写本）は、裁判所の慣例に従って、国際司法裁判所規程の締約国であるすべての国、この決議の条項に基づいて宣言を寄託したその他の国、および国際連合事務総長に送付される。
4. 安全保障理事会は同裁判所に伝達される決議により本決議を破棄または修正する権利を保持し、そのような伝達の受理及び新しい決議により決定された権能、既存の宣言は同裁判所以前に既に係争されていた事例以外は失効する。
5. 本決議の下でなされた宣言の有効性または効果に関するあらゆる疑義は同裁判所により決定される。

理事会では全会一致で採択された。